# 4e cérémonie des Golden Horse Film Festival and Awards
La 4e cérémonie des Golden Horse Film Festival a eu lieu en 1965.

## Meilleur film
西施 (Beauty of Beauties) de Li Han-hsiang

## Meilleur réalisateur
Li Han-hsiang pour Beauty of Beauties

## Meilleur acteur
Chao Lei pour Beauty of Beauties

## Meilleure actrice
Kuei Ya-lei pour 煙雨濛濛

## Meilleur acteur dans un second rôle
Wu Chia-hsiang pour Golden Bat

## Meilleure actrice dans un second rôle
Lu Hi-Yun

## Meilleur scénario
King Hu pour Sons of Good Earth

## Prix spécial de la meilleure promotion de l'esprit national
Sons of Good Earth

## Meilleur montage
Chiang Hsing-lung pour Sons of Good Earth